# Neoempheria bimaculata
Neoempheria bimaculata är en tvåvingeart som först beskrevs av Roser 1840.  Neoempheria bimaculata ingår i släktet Neoempheria och familjen svampmyggor. Enligt den finländska rödlistan är arten nära hotad i Finland. Arten är reproducerande i Sverige. Artens livsmiljö är naturlundskogar. Inga underarter finns listade i Catalogue of Life.